# Risö (naturreservat)
Risö är ett naturreservat i Marks kommun i Västra Götalands län.
Området är naturskyddat sedan 1979 och är 0,68 hektar stort. Reservatet omfattar ön med detta namn i Frisjön.  Reservatet består mest av tallskog.